# Geversdorf
Geversdorf (niederdeutsch Geversdörp) ist ein Ortsteil von Cadenberge in der Samtgemeinde Land Hadeln im Nordosten des niedersächsischen Landkreises Cuxhaven.

## Geografie

### Geografische Lage
Der Ortsteil Geversdorf liegt links der Oste, die Gemarkung reicht aber auch auf rechtsseitig gelegenes Gebiet hinüber.

### Ortsgliederung
- Dingwörden
- Geversdorf (Hauptort)
- Itzwörden
- Laak
- Neuendeich

## Geschichte
Der Ort wurde 1146 erstmals urkundlich als Geverstorpe erwähnt. Aufgrund der Endung „dorf“ in Geverstorpe, stammt der Ort vermutlich schon aus der Zeit um 850. Der erste Ansiedler, ein Fischer namens Gevers oder Gevert, soll der Namensgeber gewesen sein. Der Name Gevers stammt von Gevetke ab, dem altgermanischen Begriff für Handwerker im Dorf.
Ein Schulmeister und eine Privatschule wurden in Geversdorf erstmals 1580 erwähnt. Als erstes Schulhaus diente ab 1619 bis zum Kauf des zweiten Gebäudes An der Kirche 93 im Jahr 1625 ein Bau an der Deichstraße 119. Ein größeres Schulhaus wurde 1680 gekauft und nachdem es 1720 abbrannte 1726 neu errichtet. Der Bau des letzten Geversdorfer Schulgebäudes erfolgte 1858 in Nr. 103. Es diente bis zu seiner Auflösung im Jahr 1969 in Geversdorf als Schule.
Weitere Schulen im Gemeindegebiet waren ab 1700 die „Nebenschule“ Laak, ab 1837 in Itzwörden sowie ab 1877 das Schulhaus „Wiese“, welches als zentrale Schule für das Gemeindegebiet rechts der Oste bis 1958 diente.
Eine „nyge vere“, also neue Fähre zwischen Geversdorf und Itzwörden, wurde erstmals 1423 urkundlich erwähnt. Sie wurde um 1400 vom Erzbischof von Bremen gegründet. Mit dem Bau des Fährhauses in Geversdorf von 1870 übernahm der preußische Staat den Fährbetrieb bis nach dem Ersten Weltkrieg. Ab 1920 folgte die Verpachtung der Fähre an private Betreiber, die den Fährbetrieb mit einer Unterbrechung im Jahr 1945 bis zum 13. September 1988 sicherstellten. Nach 565 Jahren wurde der Fährbetrieb mit der Bereitstellung der Geversdorfer Klappbrücke eingestellt.
Geversdorfer Walfänger starteten ihre Unternehmungen zum Walfang nach Grönland ohne großen wirtschaftlichen Erfolg in der Zeit von 1766 bis etwa 1821 von der Oste aus.
Die erste Feuerspritze in Geversdorf wurde 1821 für 200 „Reichsthaler“ erworben. Sie wurde 1839 und 1902 durch jeweils neuere Feuerspritzen ersetzt. Ab 1939 kam es zur Verwendung von motorisierten Motorspritzen. Ein erstes Spritzenhaus stand in der Kurve der heutigen Deichstraße und wurde 1937/38 durch den Bau des neuen Spritzenhauses auf dem Sportplatz ersetzt. Bis 1934 erledigte eine Pflichtfeuerwehr ihre Aufgaben, danach übernahm die Freiwillige Feuerwehr deren Pflichten.

### Eingemeindungen
Zum 1. November 2016 schloss sich Geversdorf mit Cadenberge zu einer neuen Gemeinde mit dem Namen Cadenberge zusammen.

### Einwohnerentwicklung
| Jahr | Einwohner | Quelle |
| ---- | --------- | ------ |
| 1824 | 00–0 ¹    | [ 8 ]  |
| 1848 | 1475 ²    | [ 9 ]  |
| 1910 | 11260     | [ 10 ] |
| 1925 | 980       | [ 11 ] |
| 1933 | 957       | [ 11 ] |
| 1939 | 878       | [ 11 ] |
| 1950 | 15730     | [ 12 ] |
| 1973 | 13220     | [ 13 ] |
| 1975 | 1176 ³    | [ 14 ] |
| 1987 | 0731 ³    | [ 15 ] |
| 1992 | 0739 ³    | [ 15 ] |

| Jahr | Einwohner | Quelle |
| ---- | --------- | ------ |
| 1997 | 755 ³     | [ 15 ] |
| 2000 | 789 ³     | [ 16 ] |
| 2002 | 784 ³     | [ 15 ] |
| 2007 | 785 ³     | [ 15 ] |
| 2010 | 717 ³     | [ 15 ] |
| 2015 | 726 ³     | [ 1 ]  |

¹ 74 Feuerstellen

² in 217 Häusern (Kirchspiel Geversdorf gesamt)

³ jeweils zum 31. Dezember

## Politik

### Gemeinderat und Bürgermeister
Der Ortsteil Geversdorf wird seit dem 1. November 2016 vom Rat der Gemeinde Cadenberge vertreten.
Letzter Bürgermeister
Der letzte Bürgermeister von Geversdorf war Walter Peterson (SPD).

### Wappen
Der Entwurf des Kommunalwappens von Geversdorf stammt von dem Heraldiker und Wappenmaler Albert de Badrihaye, der zahlreiche Wappen im Landkreis Cuxhaven erschaffen hat.
| Wappen von Geversdorf | Blasonierung: „Unter rotem, mit einem silbernen Pflug belegten Schildhaupt in Silber auf blauen Wellen ein linksgewendeter roter Einmaster mit schwarzen Segeln und rotem Wimpel am Mast.“                                          |
| Wappen von Geversdorf | Wappenbegründung: Das Wappen wurde 1949 vom niedersächsischen Innenminister verliehen. Pflug und Schiff symbolisieren die traditionellen Berufsbereiche der Geversdorfer Einwohner, Landwirtschaft und Schifffahrt nebst Fischfang. |

## Kultur und Sehenswürdigkeiten

### Bauwerke
→ Siehe auch: Liste der Baudenkmale in Geversdorf
- Im alten Rathaus von 1883 befindet sich auf etwa 250 m² Fläche auch das Heimatmuseum mit dem Heimatkundlichen Archiv. Das Museum und die Klappbrücke über die Oste sind Teil der Deutschen Fährstraße.
- St.-Andreas-Kirche im Zentrum auf einer Wurt, 1233 erstmals erwähnt. Zum Kirchspiel gehörten damals auch Neuhaus, Belum und Kehdingbruch. Der heutige Bau mit Dachreiter wurde 1843 errichtet, der Turmhelm 1906. Innen: dreibeiniges, 1505 gegossenes Taufbecken von Hinrich Kock sowie eine Furtwängler-Orgel.
- 1670 erwähnte Geversdorfer Bockmühle hieß Unrechte Mühle, weil sich ihre Flügel und der Mühlenaufbau links herum drehten und damit anders, als üblich. Vier verschiedene Geschichten beschreiben diesen Umstand.[18][19]
- Gutshaus Niendieck von 1905, heute Kulturcafé
- Hofanlage Laak 38 von um 1820 und 1859
- Hofanlage Marne 1 vom 19. Jh.
- Wohn- und Wirtschaftsgebäude Itzwörden 3 von um 1890 für die Adelsfamilie von Plate gebaut
- Wohn- und Wirtschaftsgebäude Neuendeich 9, Zweiständer-Hallenhaus in Fachwerk von um 1750
- Wohn- und Wirtschaftsgebäude Neuendeich 11, Zweiständer-Hallenhaus in Fachwerk von 1746
- Wohn- und Wirtschaftsgebäude Neuenseebogen 2, Zweiständer-Hallenhaus von 1860
- Herrenhaus im Ortsteil Laak (Mannhausen 1), ehemaliges Wohnhaus der Gutsbesitzerfamilie Bremer[20]
- Altenteilerhaus Hauptstraße 10 von um 1895

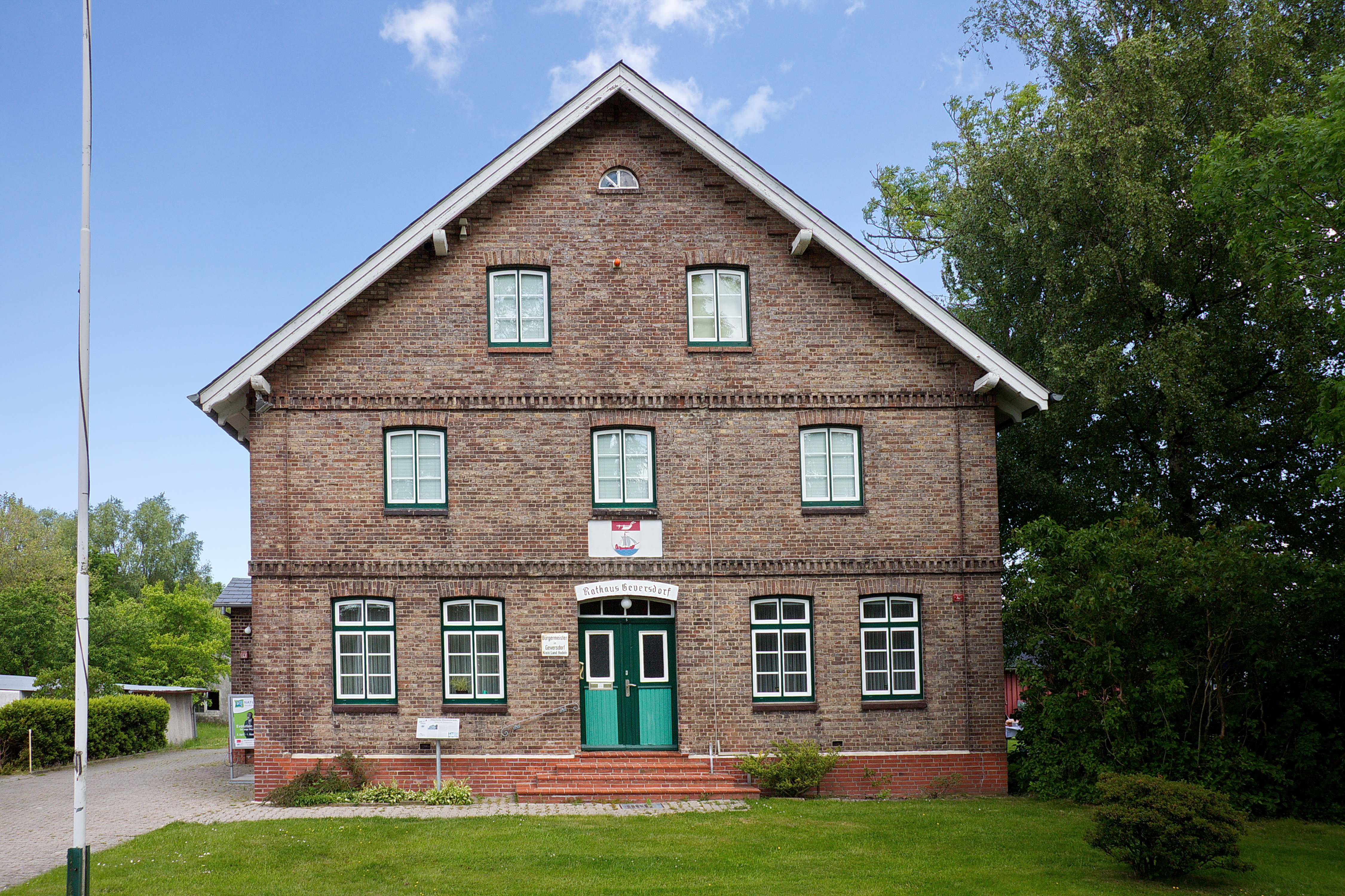
Rathaus und Heimatmuseum
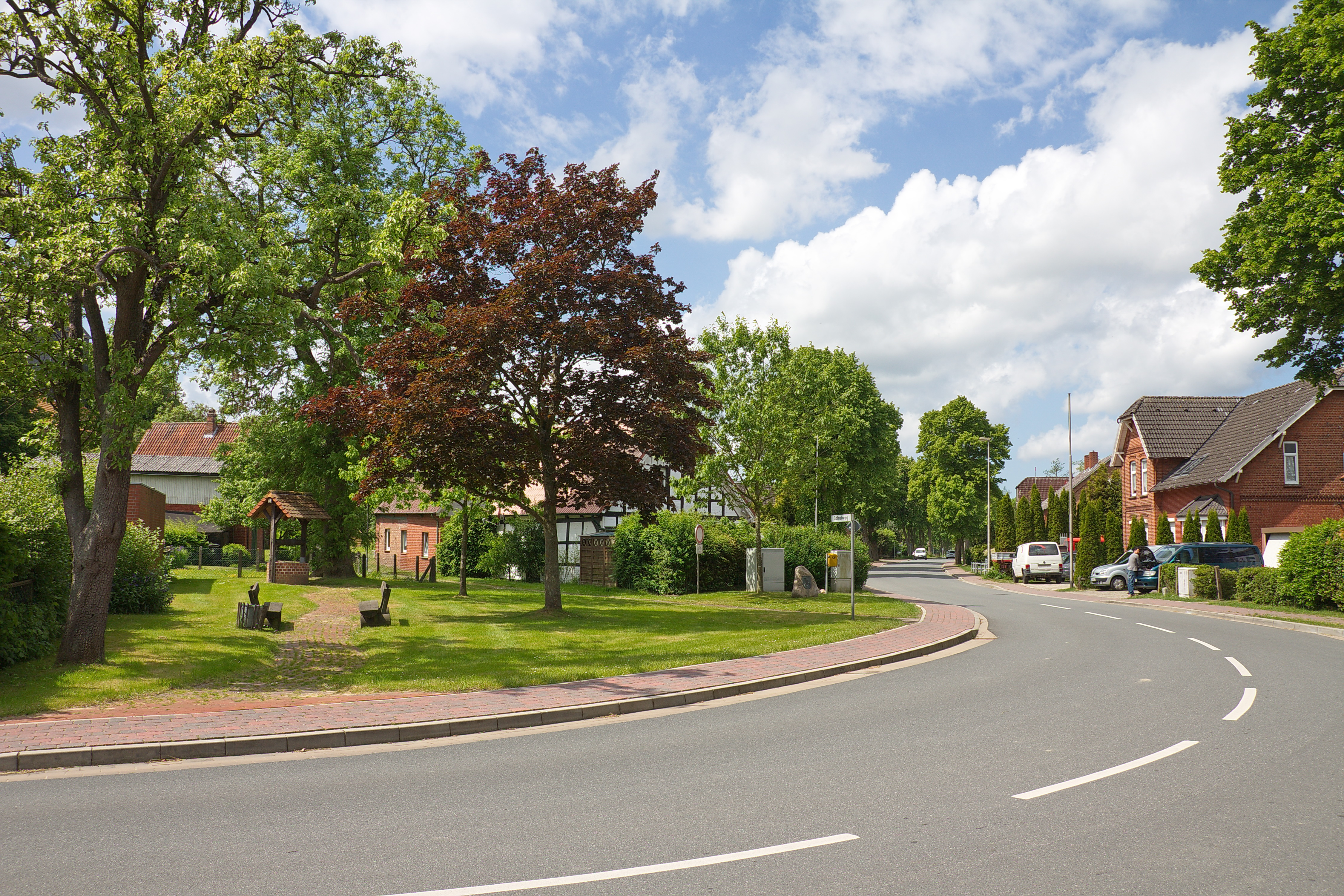
Ortsblick
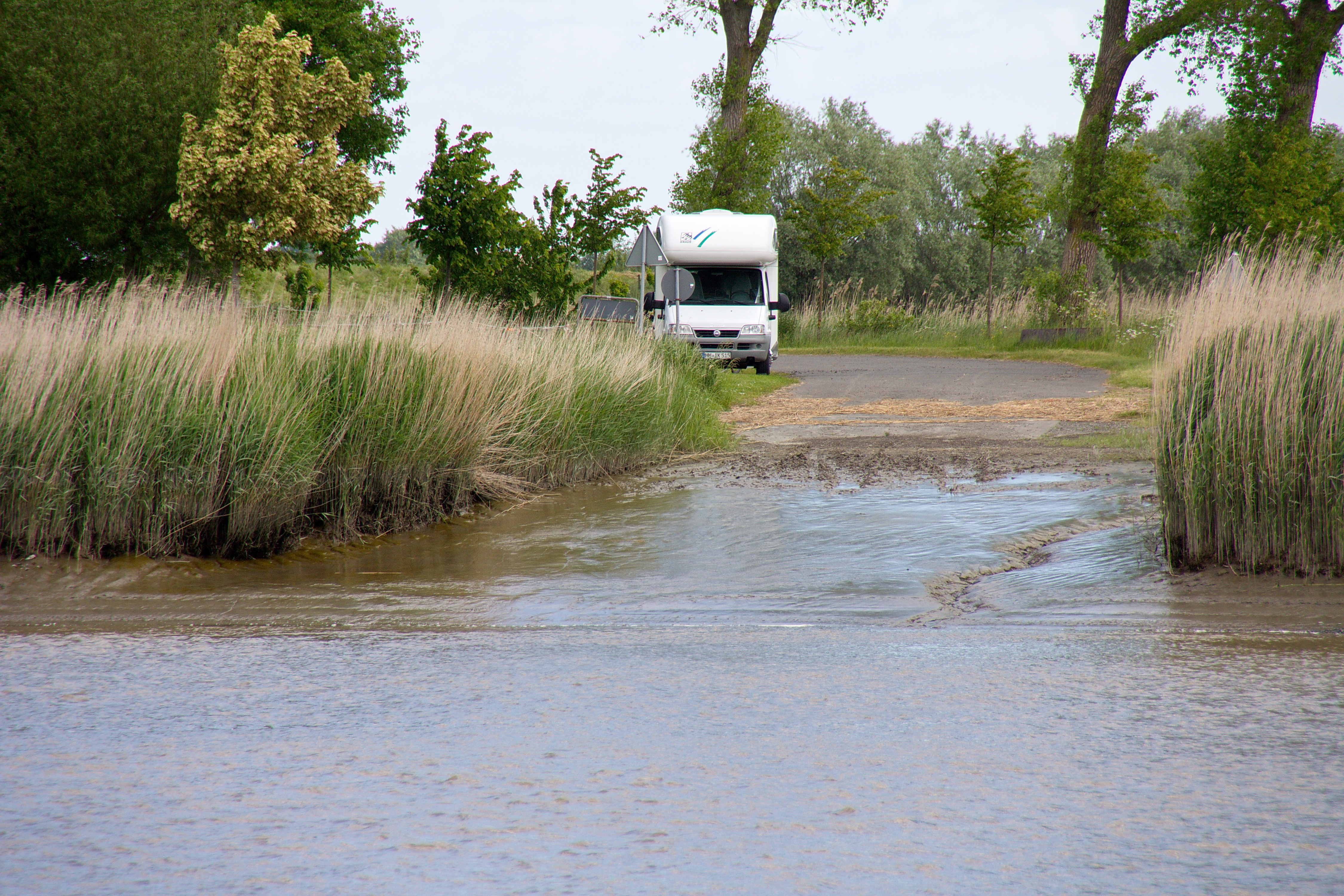
Ehemalige Fährstelle Itzwörden
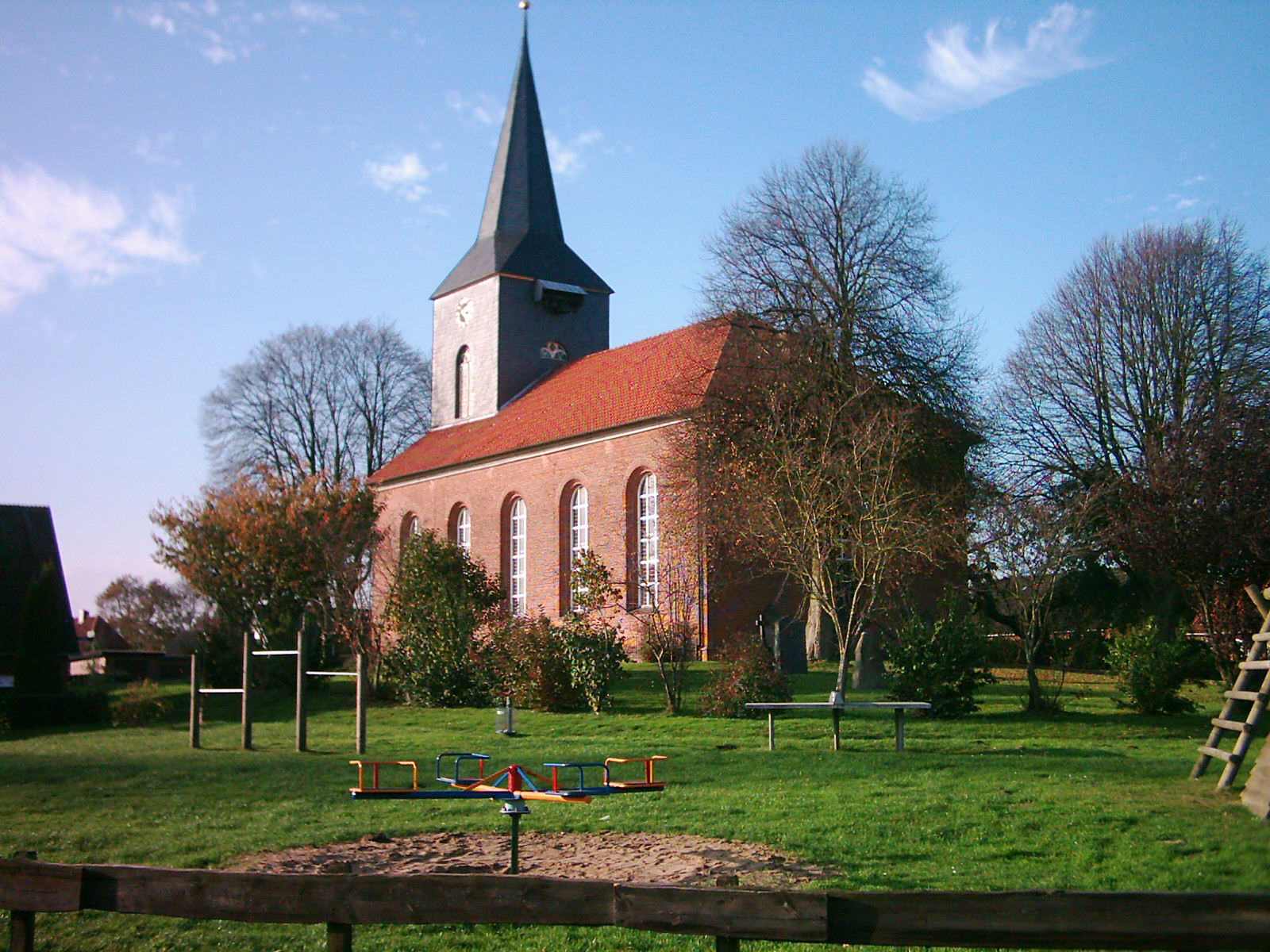
Die St.-Andreas-Kirche

### Vereine
Der TSV Geversdorf von 1949;  453 Mitglieder (Dez. 2007)

### Regelmäßige Veranstaltungen
Jährlich am ersten Wochenende im August findet das dreitägige Geversdorfer Schützenfest statt, das seit 1632 begangen wird.

## Wirtschaft und Infrastruktur
Geversdorf ist Heimathafen für einen der letzten Fischkutter, mit dem im Bereich der Tideelbe noch der umweltschonenden Hamenfischerei nachgegangen wird.
Der Werftbetrieb der Ostewerft wurde im November 1982 nach 300-jähriger Geschichte eingestellt. Das Betriebsgebäude wurde teilweise neu errichtet und Teile des Betriebes wurden in Ferienwohnungen umgebaut. Der Dachgarten auf der großen Werfthalle bietet einen einzigartigen Blick auf die Oste. Der große Turmdrehkran der Werft ist das weithin sichtbare Erkennungszeichen für die Werft und Geversdorf in der flachen Landschaft an der unteren Oste.

## Verkehr
Geversdorf liegt an der Landstraße 111, die hier seit 1988 über eine Klappbrücke doppelspurig die Oste überquert. Die Brücke hat eine Durchfahrtshöhe von 3,80 Metern, ist 206 Meter lang und 11 Meter breit. Vor dem Bau der Brücke wurde der Verkehr über die Oste durch die Ostefähre Geversdorf bewältigt.
Die schmalspurige Kehdinger Kreisbahn, die den Ortsteil Itzwörden mit Freiburg/Elbe und Stade verband, wurde bereits 1933 stillgelegt und bis 1935 restlos demontiert.

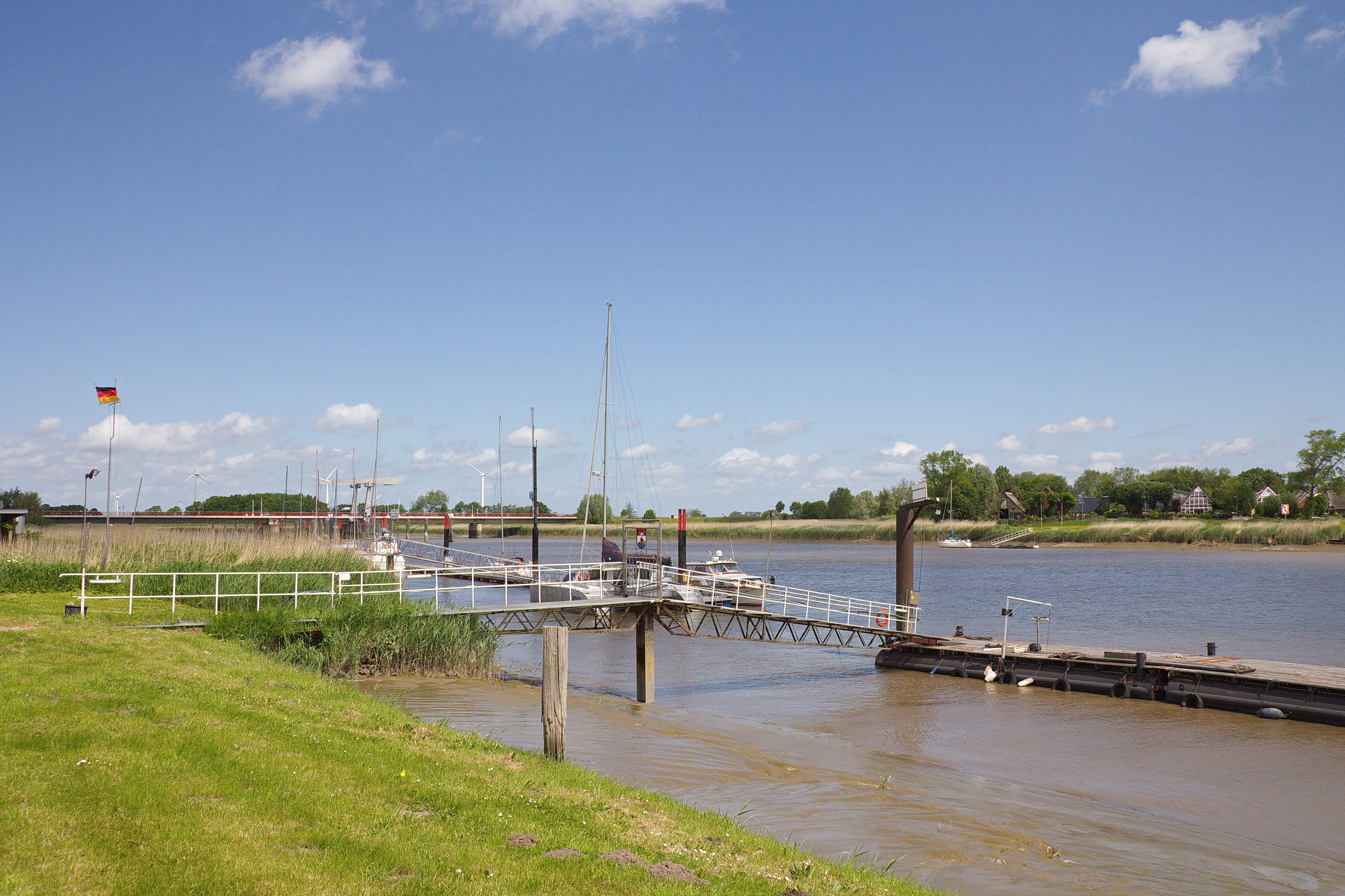
Hafenblick
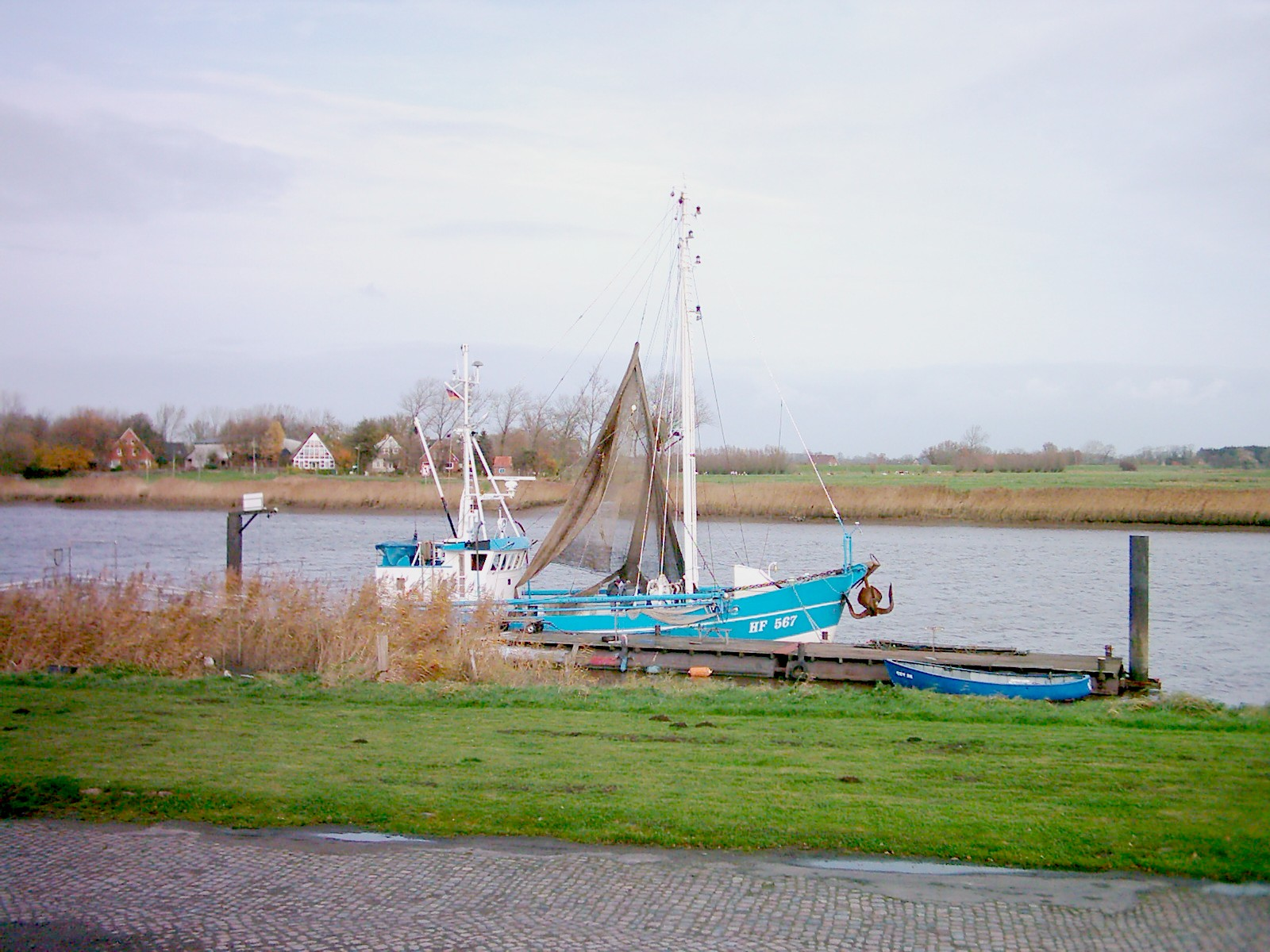
Fischkutter Geversdorf
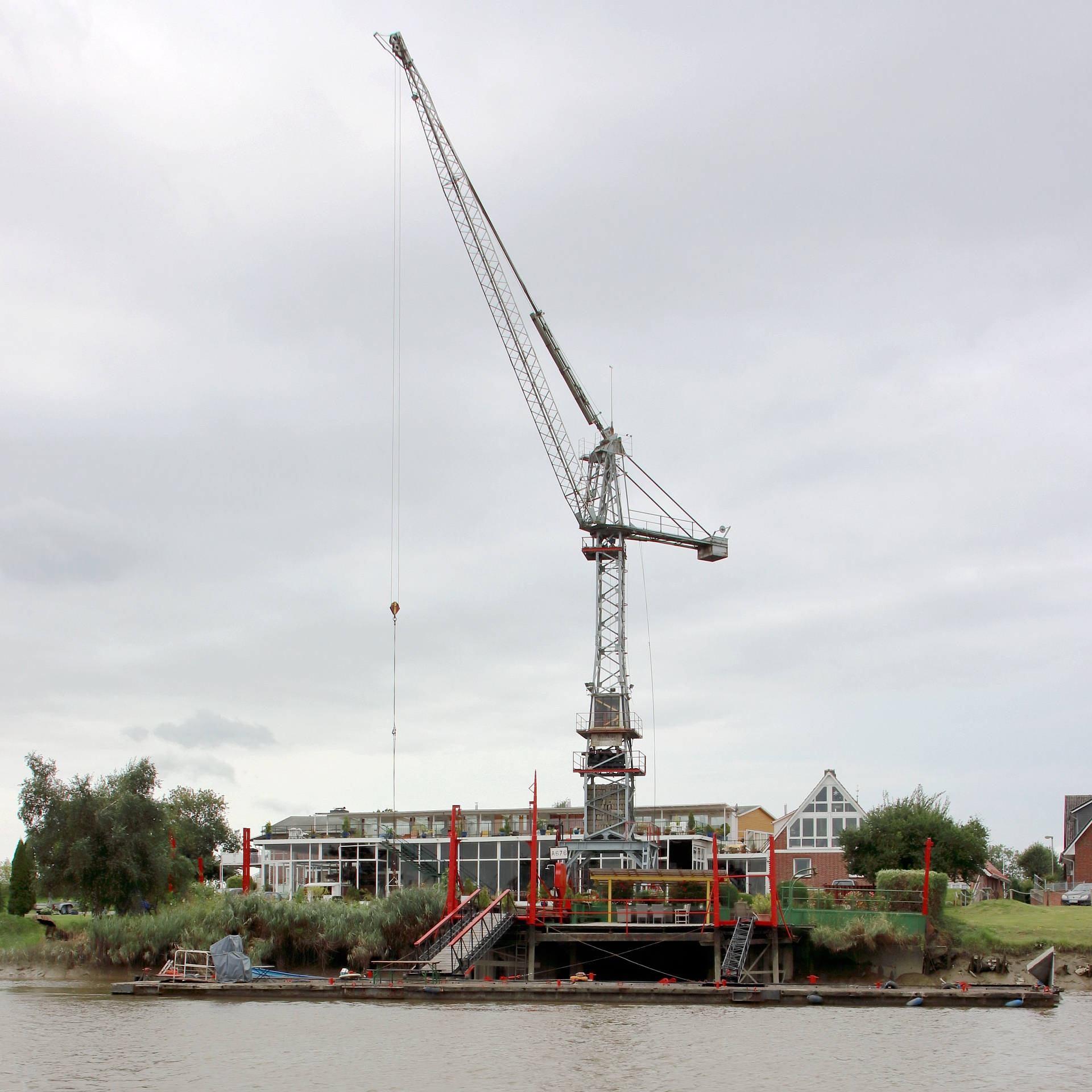
Kran der Ostewerft in Geversdorf
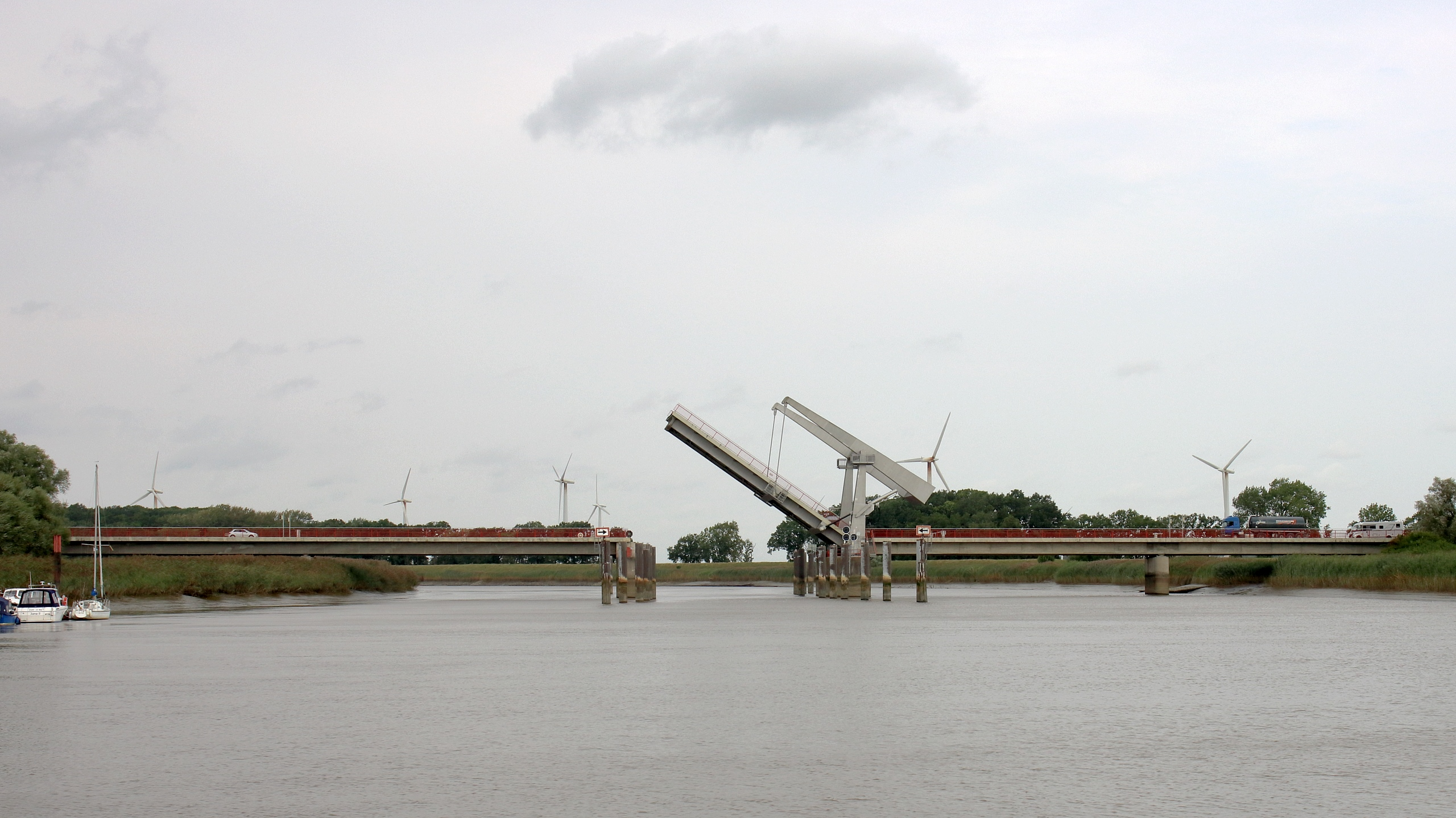
Klappbrücke über die Oste

## Persönlichkeiten

### Söhne und Töchter des Ortes
- Karl Geffken (1908–2005), Oberstudiendirektor an der Pestalozzischule (heute Lloyd-Gymnasium) in Bremerhaven[21], Sohn des Johann Geffken (Siehe unten)
- Uwe Liszkowski (* 1943), Historiker
- Frank Horch (* 1948), Senator für Wirtschaft, Verkehr und Innovation der Freien und Hansestadt Hamburg

### Personen, die mit dem Ort in Verbindung stehen
- Jost Fitschen (1869–1947), Botaniker und Autor,  Volksschullehrer in Geversdorf
- Johann Geffken (1876–1956), Organist, Lehrer in Geversdorf (1906–1956),[22] Vater des oben erwähnten Karl Geffken[21]
- Alfred Führer (1905–1974), Orgelbauer; er restaurierte von 1973 bis 1975 die Orgel in der St.-Andreas-Kirche
- Reinhold Friedl (* 1948), Schriftsteller und Krimiautor, wohnte von 1987 bis 2007 in Geversdorf, der Ort spielt eine wichtige Rolle in seinen Kriminalromanen Tödliches Tabu, Die große Hochzeit und Tödliche Schriftrollen vom Nil
- Bartelt Immer (* 1956), Orgelbaumeister, er rerestaurierte 2006 die Orgel in der St.-Andreas-Kirche
- Reinhard Gramm (* 1961), Musiker und Komponist, seit 2003 Landesposaunenwart für den Bezirk Stade[23]